# Albrecht của Phổ (1837–1906)
Hoàng thân Friedrich Wilhelm Nikolaus Albrecht của Phổ (8 tháng 5 năm 1837 – 13 tháng 9 năm 1906) là một Thống chế Phổ, Đại Hiệp sĩ (Herrenmeister) Huân chương Thánh Johann kể từ năm 1893 cho đến khi qua đời, đồng thời là nhiếp chính vương của Công quốc Brunswick từ năm 1885.

## Tiểu sử
Ông sinh ra tại Berlin, Brandenburg, là con trai của Hoàng thân Albrecht của Phổ (1809 – 1872) và vợ của ông này là Công chúa Marianne (1810 – 1883), con gái của Vua Willem I của Hà Lan. Cha của ông là em trai của Vua Friedrich Wilhelm IV của Phổ và Wilhelm I, Vua Phổ và Hoàng đế Đức (Kaiser) về sau này.
Albrecht đã gia nhập quân đội Phổ vào năm 1847, phục vụ trong cuộc Chiến tranh Schleswig lần thứ nhất và tham gia trong các trận đánh tại Skalitz, Schweinschädel và Königgrätz trong cuộc Chiến tranh Áo-Phổ năm 1866. Trong cuộc Chiến tranh Pháp-Đức vào năm 1870, ông đã chỉ huy một lữ đoàn kỵ binh Cận vệ trong các trận chiến tại Gravelotte và Sedan. Sau khi Đế chế thứ hai sụp đổ, ông phục vụ dưới quyền tướng Edwin von Manteuffel trong các cuộc giao chiến xung quanh Bapaume và Saint-Quentin. Vào năm 1874, ông trở thành người chỉ huy của Quân đoàn X đóng trại tại Hanover. Vào năm 1883, ông kế tục người chú của mình là Karl làm Đại Hiệp sĩ (Herrenmeister) Huân chương Thánh Johann.
Vào năm 1885, Albrecht được bổ nhiệm làm Nhiếp chính vương của Công quốc Brunswick, sau khi Thủ tướng Đức Otto von Bismarck phế bỏ Ernst August, Thái tử xứ Hanover. (vào năm 1913, người con trai của Ernst August, cũng có tên là Ernst August, đã trở thành Công tước xứ Brunswick và chỉ tại vị trong vòng 5 năm và 6 tháng). Sau khi trở thành nhiếp chính, Albrecht cùng với vợ ông là Marie thường cư ngụ tại Brunswick, Berlin, và Kamenz.
Hoàng thân Albrecht qua đời tại lâu đài Kamenz vào năm 1906. Ông đã được chôn cất tại Lăng "Mausoleum auf dem Hutberge" trong khu vườn của Lâu đài Kamenz. Sau cuộc Chiến tranh thế giới thứ nhất, lăng tẩm bị cướp phá và hài cốt của Albrecht cùng vợ ông được cải táng trong vườn.

### Hôn nhân và hậu duệ
Vào ngày 9 tháng 4 năm 1873, tại kinh thành Berlin, ông kết hôn với Công nương Marie xứ Sachsen-Altenburg (1854 – 1898), con gái của Ernst I, Công tước xứ Sachsen-Altenburg (1826 – 1908) và vợ ông này là Agnes xứ Anhalt-Dessau (1824 – 1897). Có thể thấy, cuộc hôn nhân của cha mẹ Albrecht đã trở nên bất hạnh và về sau này họ ly dị, và người ta tin rằng đây là nguyên nhân khiến cho ông quyết định chờ đợi trước khi kết hôn và đã 36 tuổi khi đám cưới giữa ông và Marie diễn ra.
Những người con của họ bao gồm:
- Friedrich Heinrich Albrecht (1874 – 1940)
- Joachim Albrecht (1876 – 1939)
- Friedrich Wilhelm (1880 – 1925)